# Hale (Familienname)
Hale ist ein englischer Familienname.

## Herkunft und Bedeutung
Hale ist ein Herkunftsname, abgeleitet vom altenglischen  „Healh“.

## Namensträger

### A
- Aaron Hale (* 1994), kanadischer Schauspieler
- Alan Hale senior (Rufus Alan McKahan; 1892–1950), US-amerikanischer Schauspieler und Regisseur
- Alan Hale junior (Alan Hale McKahan; 1921–1990), US-amerikanischer Schauspieler
- Alan Hale (Astronom) (* 1958), US-amerikanischer Astronom
- Amanda Hale (* 1982), britische Schauspielerin
- Artemas Hale (1783–1882), US-amerikanischer Politiker

### B
- Barbara Hale (1922–2017), US-amerikanische Schauspielerin
- Bill Hale (1922–2011), US-amerikanischer Schauspieler
- Bob Hale (1945–2017), britischer Philosoph
- Brenda Hale, Baroness Hale of Richmond (* 1945), britische Rechtswissenschaftlerin und Richterin
- Bruce Hale (1918–1980), US-amerikanischer Basketballspieler und -trainer

### C
- Caitlin Hale (* 1991), US-amerikanische Filmschauspielerin, Sängerin und Schriftstellerin
- Corky Hale (* 1936), US-amerikanische Jazzmusikerin
- Creighton Hale (1882–1965), irisch-amerikanischer Schauspieler

### D
- Damian Hale (* 1969), australischer Politiker
- Daniel Hale († 1821), US-amerikanischer Politiker
- David Hale (Diplomat) (David Maclain Hale; * 1961), US-amerikanischer Diplomat und Staatssekretär
- David Hale (Eishockeyspieler) (David M. Hale; * 1981), US-amerikanischer Eishockeyspieler
- David Hale (Footballspieler) (* 1983), US-amerikanischer American-Football-Spieler
- David Hale (Baseballspieler) (David Edward Hale; * 1987), US-amerikanischer Baseballspieler
- Donna Hale, US-amerikanische Kriminologin
- Dorothy Hale (1905–1938), US-amerikanische Schauspielerin

### E
- Edward Everett Hale (1822–1909), US-amerikanischer Autor und Pastor
- Ellen Day Hale (1855–1940), US-amerikanische Malerin und Grafikerin
- Eugene Hale (1836–1918), US-amerikanischer Politiker

### F
- Fletcher Hale (1883–1931), US-amerikanischer Politiker
- Franklin D. Hale (1854–1940), US-amerikanischer Politiker
- Frederick Hale (1874–1963), US-amerikanischer Politiker

### G
- Gardner Hale (1894–1931), US-amerikanischer Maler
- Gareth Hale (* 1953), britischer Schauspieler, Komiker und Drehbuchautor
- George Ellery Hale (1868–1938), US-amerikanischer Astronom
- Georgia Hale (1900–1985), US-amerikanische Schauspielerin
- Gregg Hale (Greggory R. Hale; * 1966), US-amerikanischer Filmproduzent

### H
- Harry C. Hale (1861–1946), US-amerikanischer Generalmajor
- Horatio Hale (1817–1896), US-amerikanisch-kanadischer Jurist, Ethnologe und Linguist
- Horstmar Hale (1937–2008), deutscher Politiker (SPD), Mitglied des Abgeordnetenhauses von Berlin
- Harry C. Hale (1861–1946), US-amerikanischer Generalmajor

### J
- Jack K. Hale (1928–2009), US-amerikanischer Mathematiker
- James Tracy Hale (1810–1865), US-amerikanischer Politiker
- Janice Hale († 2015), britische Snooker-Sachbuchautorin und -journalistin
- Jayson Hale (* 1985), US-amerikanischer Snowboarder
- Jean Hale (1938–2021), US-amerikanische Schauspielerin
- Jennifer Hale (* 1972), US-amerikanische Schauspielerin und Synchronsprecherin
- Joe Hale (1925–2025), US-amerikanischer Layout-Künstler für Animation
- John Hale (Geistlicher) (1636–1700), US-amerikanischer Geistlicher
- John Hale (General) (1728–1806), britischer General
- John Hale (Drehbuchautor) (* 1926), britischer Drehbuchautor und Schauspieler
- John Blackwell Hale (1831–1905), US-amerikanischer Politiker
- John K. Hale (1807–??), US-amerikanischer Politiker
- John P. Hale (1806–1873), US-amerikanischer Politiker
- John Rigby Hale (1923–1999), britischer Historiker
- Jonathan Hale (1891–1966), kanadischer Schauspieler

### L
- Larry Hale (1941–2019), kanadischer Eishockeyspieler
- Leslie Hale, Baron Hale (1902–1985), britischer Politiker
- Lilian Westcott Hale (1880–1963), US-amerikanische Malerin des Impressionismus
- Louise Closser Hale (1872–1933), US-amerikanische Schauspielerin und Dramatikerin
- Lucy Hale (* 1989), US-amerikanische Schauspielerin und Sängerin
- Lzzy Hale (* 1983), US-amerikanische Sängerin und Gitarristin

### M
- Mamie Odessa Hale (1910–1979), US-amerikanische Krankenschwester und Hebamm
- Margaret Ramsay-Hale (* 1966), Richterin in der Karibik
- Mason Hale (1928–1990), US-amerikanischer Botaniker
- Matthew Hale (1609–1676), britischer Rechtsgelehrter und Staatsmann
- Monte Hale (1919–2009), US-amerikanischer Schauspieler

### N
- Nathan Hale (1755–1776), US-amerikanischer Offizier
- Nathan W. Hale (1860–1941), US-amerikanischer Politiker

### O
- Oron J. Hale (1902–1991), US-amerikanischer Historiker

### P
- Philip Hale (1854–1934), US-amerikanischer Musikkritiker und Organist
- Philip Leslie Hale (1865–1931), amerikanischer Maler, Kunstkritiker, Kunstbuchautor und Lehrer
- Richard Hale (1892–1981), US-amerikanischer Schauspieler

### R
- Robert Hale (Politiker) (1889–1976), US-amerikanischer Politiker (Maine)
- Robert Hale (* 1919), englischer Schriftsteller, siehe David Graham (Schriftsteller)
- Robert Hale (Sänger) (1933–2023), US-amerikanischer Opernsänger
- Robert Beverly Hale (1901–1985), US-amerikanischer Künstler
- Robert F. Hale (* 1947), US-amerikanischer Politiker
- Robert S. Hale (1822–1881), US-amerikanischer Politiker
- Ruth Hale (1887–1934), US-amerikanische Journalistin und Frauenrechtlerin

### S
- Salma Hale (1787–1866), US-amerikanischer Politiker
- Samuel W. Hale (1823–1891), US-amerikanischer Politiker
- Sarah Josepha Hale (1788–1879),  US-amerikanische Schriftstellerin, Aktivistin und Chefredakteurin
- Simon Hale (* 1964), britischer Keyboarder, Komponist und Arrangeur
- Stephen Fowler Hale (1816–1862), US-amerikanischer Politiker

### T
- Teddy Hale (1864–1911), britischer Radsportler
- Terry Lee Hale (* 1953), US-amerikanischer Musiker
- Thomas Hale, Politikwissenschaftler; Professor of global public policy at the Blavatnik School of Government, University of Oxford
- Tony Hale (* 1970), US-amerikanischer Schauspieler

### W
- Wayne Hale (* 1954), US-amerikanischer Raumfahrtfunktionär
- Wendy Hale (* 1987), salomonische Gewichtheberin
- William Hale (Politiker, 1765) (1765–1848), US-amerikanischer Politiker (New Hampshire)
- William Hale (Erfinder) (1797–1870), britischer Erfinder
- William Hale (Politiker, 1837) (1837–1885), US-amerikanischer Politiker (Wyoming)
- William Hale (Regisseur) (1931–2020), US-amerikanischer Regisseur
- William Gardner Hale (1849–1928), US-amerikanischer Klassischer Philologe
- William Hale Hale (1795–1870), britischer Theologe und Kirchenhistoriker
- William Jay Hale (1876–1955), US-amerikanischer Chemiker
- William King Hale (1874–1962), US-amerikanischer Lokalpolitiker, Viehzüchter und Mörder